# جسر سي بلة
جسر سي بلة (بالفارسية: پل سی پله) هو جسر تاريخي يعود إلى عصر ساسانيون، ويقع في مقاطعة كوهدشت.